# ۲٬۱-دی‌برمواتان
۲،۱-دی‌برمواتان (به انگلیسی: 1,2-Dibromoethane) با فرمول شیمیایی C
2H
4Br
2 یک ترکیب شیمیایی است. که جرم مولی آن 187.86 g/mol می‌باشد. شکل ظاهری این ترکیب، مایع بی‌رنگ است. از روش های ساخت این ماده این است که اِتِن (آلکِن سیر نشدهn=۲) را در برم (Br₂) قرمز رنگ که مایع است وارد کرده و چون اِتِن سیر نشده است با برم ترکیب می شود و ۲،۱-دی برمو اتان را تولید می کند.